# Окжетпес (село)
Окжетпе́с (каз. Оқжетпес) — село в Бурабайском районе Акмолинской области Казахстана. Входит в состав Боровской поселковой администрации. Код КАТО — 117035300.

## География
Село расположено в северной части района, на расстоянии примерно 17 километров (по прямой) к северо-востоку от административного центра района — города Щучинск, в 2 километрах к югу от административного центра поселковой администрации — посёлка Бурабай.
Абсолютная высота — 350 метров над уровнем моря.
Климат холодно-умеренный, с хорошей влажностью. Среднегодовая температура воздуха положительная и составляет около +2,9°С. Среднемесячная температура воздуха в июле достигает +18,5°С. Среднемесячная температура января составляет около -14,8°С. Среднегодовое количество осадков составляет около 470 мм. Основная часть осадков выпадает в период с мая по август.
Ближайшие населённые пункты: посёлок Бурабай — на северо-западе, село Сарыбулак — на юго-востоке.
Близ села проходит автомобильная дорога Р-7 «Дороги Курортной зоны Бурабай».

## Население
В 1989 году население села составляло 1071 человек (из них русские — 59%).
В 1999 году население села составляло 761 человек (359 мужчин и 402 женщины). По данным переписи 2009 года, в селе проживало 687 человек (305 мужчин и 382 женщины).
| Численность населения | Численность населения | Численность населения |
| 1989                  | 1999                  | 2009                  |
| --------------------- | --------------------- | --------------------- |
| 1071                  | ↘761                  | ↘687                  |